# Júlia Major
Júlia Major (en llatí Julia Maior) va ser la gran de les dues germanes del mateix nom de Juli Cèsar. L'altra germana és coneguda com a Júlia Menor. Formava part de la gens Júlia.
Es va casar (encara que l'ordre és incert) amb Luci Pinari, membre d'una família patrícia molt antiga, i amb Quint Pedi, amb cadascun dels quals va tenir almenys un fill. Una de les dues germanes va donar proves contra Publi Clodi l'any 61 aC en l'acusació d'impietat, però no se sap quina de les dues.